# 绍莫吉奇乔
绍莫吉奇乔，是匈牙利绍莫吉州所辖的一个村。总面积12.38平方公里，总人口165，人口密度13.3人/平方公里（2011年1月1日）。